# Martz Schmidt
Martz Schmidt o simplemente Schmidt son los pseudónimos del artista español Gustavo Martínez Gómez (Cartagena, Murcia, 3 de julio de 1922-Barcelona, 5 de enero de 1998), adscrito a la segunda generación o generación del 57 de la Escuela Bruguera, junto a autores como Figueras, Gin, Ibáñez, Nadal, Raf, Segura o Vázquez. Es el creador de personajes como El doctor Cataplasma o El profesor Tragacanto.

## Biografía
Gustavo Martínez nació el 3 de julio de 1922 en Cartagena. Fue allí donde acometió sus primeros trabajos.
Utilizó el apellido de su abuelo alemán como seudónimo.
Estudió Bellas Artes y fue amigo y discípulo del pintor valenciano José Segrelles.
Su andadura profesional en la historieta la inició a finales de los años 1940, publicando historietas humorísticas en revistas como Nicolás, Florita o Paseo Infantil. Por esa misma época trabajó como ilustrador.
En 1949 se trasladó a Barcelona, donde realizó historietas para la Editorial Clíper, creando personajes como Toribio, Doctor Cascarrabias y sobre todo Pinocho, cuya revista dibujaba casi por entero. Dos años después, en 1951, Martz Schmidt entró a formar parte del plantel de dibujantes de Bruguera, dando vida a personajes que forman parte de la memoria sentimental de generaciones de españoles. Destacan:
- Don Danubio, personaje influyente (1951).
- El doctor Cataplasma (1953).[7]
- Troglodito (1957).
- El profesor Tragacanto y su clase que es de espanto (1959).

Alternó su trabajo como historietista durante esta década con otras actividades, como la escenografía, la pintura mural, o su integración en el grupo cultural La Buhardilla, en el que también participaban Lorenzo Gomis, Joan Perucho y Armando Matías Guiu. A principios de los 60, fundó el Martz Schmidt Studio, empresa de diseño y publicidad. A pesar de sus numerosas dedicaciones, no abandonó sus trabajos para las revistas de Bruguera, para quien continuó creando memorables personajes durante los años 1960, como:
- La pandilla Cu-Cux Plaf (1962): parodia de folletín juvenil en que unos niños metidos a detectives se enfrentan al malvado Fantomas Pérez.
- El Sheriff Chiquito, que es todo un gallito (1962).
- Don Trilita (1964).

Escribió también historietas para el personaje de Doña Urraca, tras la muerte de su creador, Jorge. Precisamente Doña Urraca es la protagonista de una de las más celebradas obras de historieta de Martz Schmidt, la historia Doña Urraca en el castillo de Nosferatu (1972), que apareció en la revista Súper Mortadelo. La obra tuvo problemas con la censura a causa de la aparición de unas atractivas vampiras, las Hijas de la Noche, por lo cual tuvo que interrumpirse su publicación en la página 24. Se trata de una parodia de la historieta de terror gótico, en la que aparecen, además de Doña Urraca, otros personajes de Schmidt, el profesor Tragacanto y su clase, y nuevas criaturas inspiradas en los clásicos del cine de terror, como Pakhoenstein y la condesa Nosferatu.
Martz Schmidt continuó trabajando para Bruguera durante las décadas de 1970 y 1980, a veces con guiones ajenos (José Luis Ballestín, Jaume Ribera); en 1985, sin embargo, debido a los problemas económicos de la editorial, traslada su serie Cleopatra, reina de Egipto de la revista Mortadelo a Guai!, nueva y efímera cabecera cómica de la Editorial Grijalbo. A continuación siguió trabajando para Ediciones B, empresa que asumió la continuación de Bruguera, con personajes como Deliranta Rococó.
Gustavo Martínez Gómez murió en Barcelona el 5 de enero de 1998, víctima de un cáncer de pulmón.

## Personajes
- El profesor Tragacanto.
- El doctor Cataplasma.
- Don Usurio.
- Don Prudencio.
- Don Danubio.
- Troglodito.
- El sheriff chiquito.
- Polvorilla.
- Camelio Majareto, con guion de José Luis Ballestín.
- El doctor cascarrabias.
- Deliranta Rococó.
- La pandilla Cu-Cux-Plaf.
- También dibujó a Doña Urraca tras la muerte del dibujante original Jorge.

## Publicaciones en las que colaboró
- Pulgarcito.
- DDT.
- Tío Vivo.
- Mortadelo.
- Zipi y Zape.